# آزاد میدان

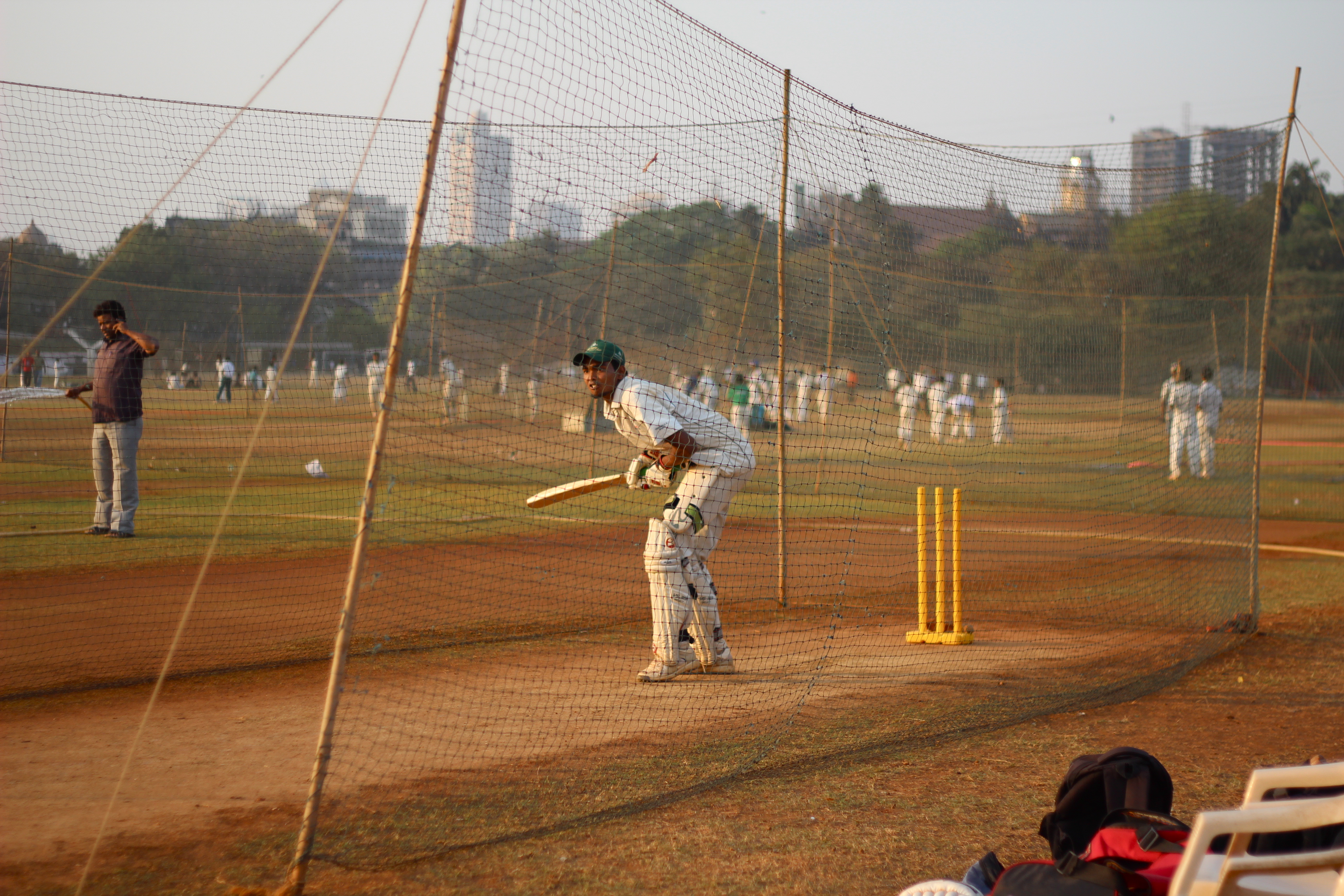
تمرین کریکت در آزادمیدان

آزاد میدان (که قبلاً به عنوان گیم‌خانه میدان بمبئی شناخته می‌شد) یک میدان ورزشی مثلث شکل است که در شهر بمبئی، هند قرار دارد. زمین میدان در ۲۵ جریب فرنگی (۱۰ هکتار) است و نزدیک ایستگاه تیرمینوس شترپاتی شیواجی واقع شده‌است. این یک محل دائماً برای بازی‌های کریکت بین مدارس اختصاص داده می‌شود. نام این محل برگرفته از فارسی است. آزاد میدان به خاطر بازی کریکت، برگزاری جلسات اعتراض و برای جلسات سیاسی شناخته شده‌است. باشگاه گیم‌خانه بمبئی در سال ۱۸۷۵ در انتهای جنوبی میدان ساخته شد.

## تاریخ
وجود محیطزمین‌هایی به شکل اووال میدان، آزاد میدان، زمین کوپراژ و کراس میدان تا اوایل قرن بیستم میلادی در منطقه بسیار مرسوم بود.
مهاتما گاندی در دسامبر ۱۹۳۱ در بزرگ‌ترین نشست سیاسی خود، در آزاد میدان سخنرانی کرد
بخشی از این سایت در سال ۲۰۱۵ بسته شد تا امکان ساخت ایستگاهی در خط ۳ مترو بمبئی فراهم شود.

## کریکت
آزاد میدان میزبان بیست و دو زمین کریکت است. زمین‌های کریکت در اینجا باعث پرورش کریکت بازهای بین‌المللی زیادی شده‌است. در ۲۰ نوامبر ۲۰۱۳، پریتوی شاو با ۵۴۶ دوش تاریخی خود را در این مکان ثبت کرد و در سال ۱۹۸۷ ساچین تندولکار و وینود کامبلی در جریان مسابقه مدرسه هریس شیلد در آزادمیدان، یک رکورد بزرگ ۶۶۴ دور را به یادگار گذاشتند. در سال ۲۰۰۹، سرفراز خان در آزادمیدان در مسابقه هریس شیلد، ۴۳۹ دوش به ثمر رساند. میدان آزاد میزبان تعدادی از مسابقات کریکت در طول سال است، از جمله مسابقات بین مدرسه ای و باشگاهی.